# Mymaromma ypt
Mymaromma ypt is een vliesvleugelig insect uit de familie Mymarommatidae. De wetenschappelijke naam is voor het eerst geldig gepubliceerd in 2006 door Triapitsyn & Berezovskiy.